# Federica Pellegriniová
Federica Pellegrini (* 5. srpna 1988, Mirano) je italská plavkyně, olympijská vítězka a mistryně světa.

## Sportovní kariéra
Specializuje se na střední tratě volným způsobem. Poprvé o sobě dala výrazněji vědět na olympijských hrách 2004, kde jako šestnáctiletá získala stříbro na 200 m volný způsob. 
 První zlatou medaili v dlouhém bazénu vybojovala v roce 2008 na mistrovství Evropy, když vyhrála 400 m volný styl v novém světovém rekordu (4:01.53). Ve stejném roce na olympijských hrách v Pekingu byla favoritkou závodu na 400 m volný způsob, zažila však zklamání, neboť ve finále skončila až pátá. Vše si vynahradila na poloviční trati - ještě ve stejný den překonala v rozplavbě světový rekord, ve finále jej pak časem 1:54.82 ještě vylepšila a zvítězila. 

Světový rekord na 400 m vylepšila také vícekrát - naposledy na mistrovství světa 2009 před zraky domácího publika v Římě, kde se jako první žena dostala časem pod 4 minuty (3:59.15). Na tomto šampionátu vybojovala mistrovský titul na obou svých oblíbených tratích. Na následujícím šampionátu v roce 2011 obě své vítězství zopakovala.